# Kent-Erik Andersson
Kent-Erik Andersson (* 24. Mai 1951 in Örebro) ist ein ehemaliger schwedischer Eishockeyspieler, der in seiner aktiven Zeit von 1970 bis 1986 unter anderem für die Minnesota North Stars und New York Rangers in der National Hockey League aktiv war. 

## Karriere
Kent-Erik Andersson begann seine Karriere als Eishockeyspieler in seiner Heimatstadt in der Nachwuchsabteilung des Örebro IK, für dessen erste Mannschaft er in Saison 1970/71 sein Debüt in der damals noch zweitklassigen Division 2 gab. Anschließend spielte der Angreifer sechs Jahre lang für die Profimannschaft des Färjestad BK, zunächst in der Division 1, sowie ab 1975 in der neuen höchsten Spielklasse Schwedens, der Elitserien. Mit seinem Team scheiterte er 1976 und 1977 zwei Mal hintereinander im Playoff-Finale um die Meisterschaft. In der Saison 1976/77 wurde er zudem mit dem Guldpucken als Spieler des Jahres ausgezeichnet. 
Daraufhin wechselte der Nationalspieler zu den Minnesota North Stars in die National Hockey League, für die er von 1977 bis 1982 insgesamt fünf Jahre lang auf dem Eis stand. In den folgenden beiden Spielzeiten trat Andersson mit den New York Rangers in der NHL an. Anschließend ließ er seine Karriere bei seinem Ex-Club Färjestad BK ausklingen, mit dem er zum Abschluss seiner Karriere 1986 Schwedischer Meister wurde.

### International
Für Schweden nahm Andersson an den Weltmeisterschaften 1977 und 1978, sowie 1981 am Canada Cup teil. Insgesamt bestritt er 25 Länderspiele, in denen er neun Tore erzielte und zwei Vorlagen gab. Zudem erhielt er zwölf Strafminuten.

## Erfolge und Auszeichnungen
| - 1976 Schwedischer Vizemeister mit Färjestad BK - 1976 Rinkens riddare - 1977 Schwedischer Vizemeister mit Färjestad BK | - 1977 Guldpucken - 1977 Schwedisches All-Star Team - 1986 Schwedischer Meister mit Färjestad BK |

### International
- 1977 Silbermedaille bei der Weltmeisterschaft